# エウフェミオ・サパタ
エウフェミオ・サパタ・サラサール (Eufemio Zapata Salazar、1873年 - 1917年6月18日) はメキシコの革命家で、同じくメキシコの革命家であったエミリアーノ・サパタの兄。女たらしで、マッチョで、大酒飲みとして知られていた。
1917年6月18日、サパタ派の小グループに所属していたシドロニオ・"狂人 (el Loco)"・カマチョにより殺された。エウフェミオが泥酔したときに、老人を理由なく殴り、侮辱したことが理由とされる。クアウトラにおいて、カマチョはエウフェミオを尾行した後に、腹部を銃撃した。
自らの死を確信したとき、エウフェミオはカマチョに、苦しまず早く死ねるよう止めをさせと頼んだ。カマチョは次のように答えた。
「あんたはたくさんの人たちをとても苦しめてきたんだろう。もう少し生きていろ。その間、あんたもその苦しみを知るだろうさ」
そしてカマチョはエウフェミオを顔から蟻塚に投げ入れ、彼の馬を奪った。エミリアーノが復讐を求めることがわかっていたカマチョは、身の安全のためにサパタの敵であったカランサ派へと合流した。

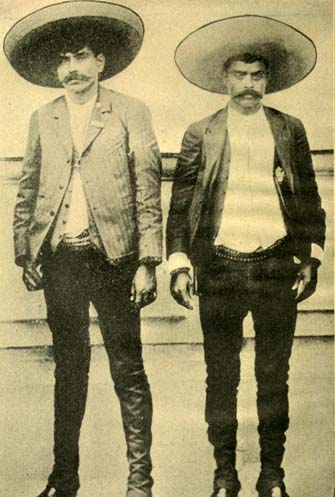
左がエウフェミオ。右は弟のエミリアーノ・サパタ

## 映画
- 1952年の映画『革命児サパタ』でエウフェミオ（同映画の日本語訳ではユーフェミオ・サパタ表記）を演じたアンソニー・クインは、アカデミー助演男優賞を受賞した。